# 莊士勳

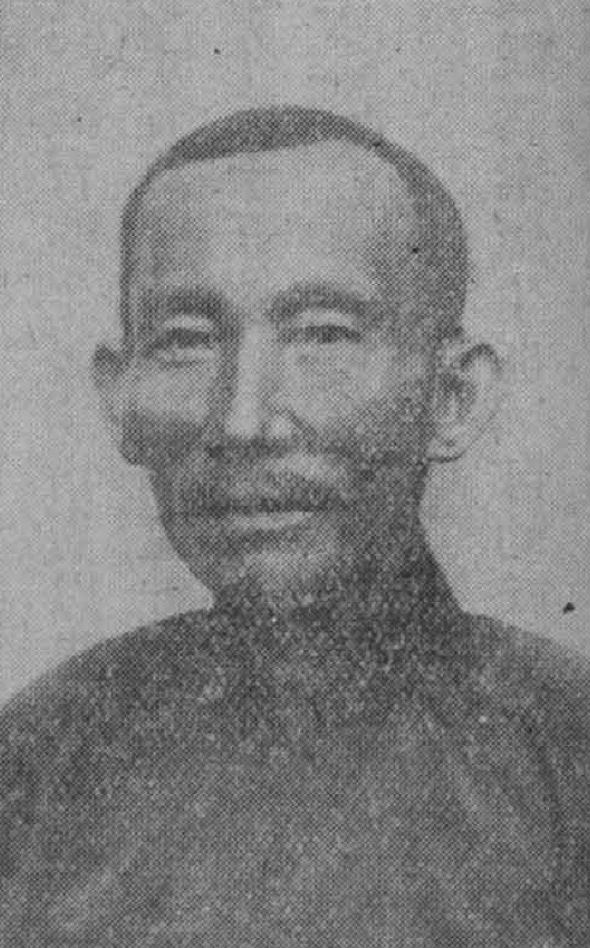
莊士勳肖像

莊士勳（1856年2月8日—1918年10月29日），字孫重，號竹書，臺灣彰化縣鹿仔港堡（今鹿港鎮）舉人、詩人、書法家，曾任職於霧峰林家。

## 生平
莊士勳咸豐六年:76正月初三日（1856年2月8日）出生，為家中次男:196。光緒五年（1879年）赴福州府（今福州市）參加鄉試中舉人，返回臺灣後獲聘為文開書院:76:196及白沙書院教席。
1895年乙未戰爭之初，逃往泉州府（今泉州市）避難，3年多後返回鹿港，靠祖傳之數十頃農田維生，因拒絕接受日本人招聘，乃「閉戶讀書，不問世事」:76:196-197。曾應霧峰林家之聘於宮保第講學:197，亦曾任教於樹仔腳等地:197:85。回鹿港後在文祠開設夜學:76:196:85，1902年臺灣總督府贈與其紳章:207。
莊士勳擅長書法，楷書及行書傳承自顏真卿、何子貞，《新修彰化縣志》紀載其：「真、草、隸、篆各體兼備，以行書傳世」。宮保第內留有其書法作品:197。莊亦曾加入「鹿苑吟社」，然作品大部分均已失傳，僅存府試稿二首〈賦得觀於海者難為水〉（得觀字府試稿）、〈賦得聚米為山〉（得山字府試稿）:76:197。
1918年:76:19710月29日過世，享壽62歲:76。

## 家庭
其父莊瓊輝，母洪敏快，兄為廩生莊士哲。與妻張等育有4子，長子莊垂青、次子莊垂恩、三子莊垂澤、四子莊垂普。女兒莊能宜嫁給霧峰林家成員林幼春，生子林正熊（早逝）:197。